# アルバニアの民俗舞踊
アルバニアの民俗舞踊 について、基本的に現在のアルバニア共和国の領土とされる地域における民俗舞踊を指すが、民俗的に関係が深いコソボ共和国および周辺諸地域との関連性についても言及する。
アルバニアの地域ごとに豊かな伝統があり、踊りの振り付けや形式に多様性がある。地域ごとに国土の地形が異なることから、様々な踊りが生み出されてきたと考えられている。いくつかの踊りは古くから存在し、ある程度今日まで続いている。
加えて、近隣諸国の文化や、過去の外国からの侵略の影響を受けており、逆に影響も及ぼしている。
北部のゲグ方言を話すアルバニア人（ゲグ人）の踊りは個人的な性向が強く、南部のトスク方言を話す人々（トスク人）は、列や半円を描いて踊り、より社交的な性格を持っている。
よく知られているギリシャの民俗舞踊ツァミコスは、アルバニア人起源のチャム人を指しており、チャム人はギリシャとの国境地域のイピロスに住んでいる。なお、ギリシアのツァミコスの踊りは、古代のギリシャ語の叙事詩にも記されている戦士の踊りにも関係するようだが、ギリシャ起源ではないと考えられているが、結論は出ていない。
よく知られているマケドニアの民俗舞踊 Berati はアルバニアの都市ベラトを指している。アルバニアの民俗舞踊 Vallja e Katjushkës はマケドニアの　Pajdusko oro やギリシアの Baidusko と同じステップで、ブルガリアとルーマニアでも類似の踊りがある。アルバニアでは手をつながず半円上で人々は踊る。
その他、イタリアのカップルダンスのタランテラや、スラブ人やトルコの踊りと似た名称を持つ踊りが見受けられるが、特徴は異なっている。
また、現代社会でのコミュニケーションの発達に伴い、ある地域から発生したいくつかの踊りが、アルバニアのコミュニティ全体広がることもある。 北部の Kukes 地方に由来する Vallja e Kukësit は、アルバニア全土で結婚式の踊りとして人気が高まり、南部踊りの Vallja Pogonishte も北部に広がった。

## 民俗舞踊の歴史
アルバニアの歴史背景についてはアルバニアの歴史 を参照。

## 民俗音楽
アルバニアの音楽は、アルバニア国民と、国外のアルバニア人たちに結びついている。音楽は長い伝統を持ち、北部のゲグ人地域から南部のトスク人地域にわたって、地域ごとの多様性で知られている。過去の長きにわたる激動の歴史の影響の下、音楽は国民のアイデンティティに不可欠な部分であり、農村や僻地の山々に住む中で、その文化を保持してきた。
多様なアルバニアの民俗音楽には、モノフォニーとポリフォニーのテクスチュア、アンティフォナ、合唱、器楽、声楽などがあり、各地域に、アルバニアの歴史、アルバニア語、アルバニア文化を反映した独特の音楽的伝統がある
ポリフォニーの歌と歌の形式は主に南アルバニアで見られ、北部では主にモノフォニーである。アルバニアのアイソ・ポリフォニー（同音多声合唱）は、UNESCOの世界無形遺産に登録されている。Gjirokastër National Folklore Festival はジロカストラで5年ごとに開催され、伝統的なアルバニア音楽を披露する重要な機会である。

### アルバニア音楽の歴史と現況
アルバニア音楽は、イリュリアや古代ギリシア時代にまでさかのぼり、古代ローマ、東ローマ帝国とオスマン帝国からの影響を受けている。アルバニア中に残されているアリーナ、オデオン、劇場や円形劇場などのアルバニアの建築物の遺跡調査で明らかになっている。寺院や図書館の遺跡、彫刻、古代の踊り手や歌手や楽器を描いた絵が、古代ギリシア人や古代イリュリアが住んでいた地域で発見されている 。
教会音楽は中世初期を通じて、ベラト、ドゥラス、シュコドラなどの宗教が盛んな地域で、合唱団や独唱によっておこなわれており、中世からは合唱楽や伝統音楽が取り入れられていた。アルバニア出身の歌手で作曲家と音楽の革新者であった John Koukouzelis は、最初期の音楽家の一人である。

### 地域の差異

アルバニア語の方言の分布

アルバニアの民俗音楽は深い歴史があり、大きく3つの集団に分けることができる。
- 北部のゲグ人（英語版）地域
- 南部のトスク人地域
- シュコドラ、ティラナなどの都市部

この区分は文化的、政治的な歴史、南ヨーロッパと地中海における地理上の位置づけを反映している。北部と南部の伝統は対照的で、北部の険しい勇敢な曲調に対して、南部は緩やかで優しく、そして非常に美しい曲調である。演者と聞き手が共に「愛国表現の手段」として、また「口伝えの歴史物語の媒体」として、これらの異なる音楽様式を力強く統合している。音楽の特徴的なリズムは、3/8、5/8、10/8 である 。
アルバニアの民謡は、おおまかに
- 北部の英雄的な叙事詩
- 甘美なメロディックな子守唄
- ラブソング
- 哀歌
- 結婚式の音楽（英語版）
- 労働歌

等に分類できる。様々な祭りや休日、特に春の訪れを祝う聖ラザロの日に伴う音楽もアルバニアの民謡の重要な一部である。子守唄と哀歌はアルバニアの民謡の非常に重要な種類であり、一般的にはソロで女性達によって歌われる。

### 北部アルバニア

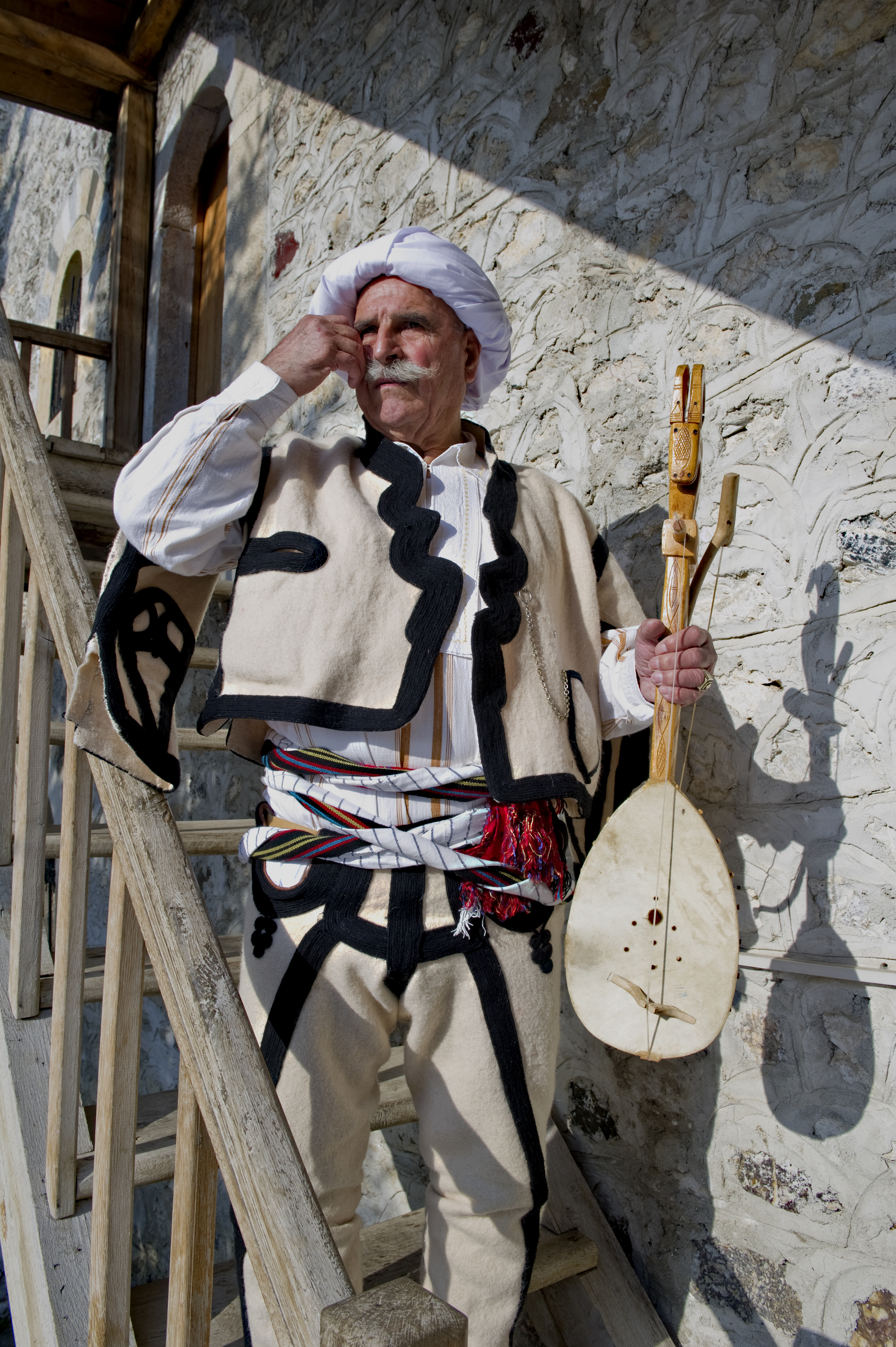
アルバニアの伝統衣装を身に着けたラフタの演奏家

シュクンビン川の北側のゲグ人地域は、独特な様々の叙事詩で知られている。歌はモノフォニーである。詩の多くはアルバニアの人々の闘いや歴史に関するもので、不変のアルバニア人の主題である、名誉、厚情、裏切り、復讐の他、15世紀にオスマン帝国に対する闘いを率いた伝説の闘士であるスカンデルベグが歌われている。この口述伝承の伝統はゲグ人の特徴で、20世紀初頭までは法執行の第一の手段として「血の闘争（ジャクマリャ）」に頼っていた社会において必要な、道徳的な規範と社会的価値観、を護り伝えていた。
最も伝統的な叙事詩に Albanian Songs of the Frontier Warriors がある。この詩はラフタの伴奏で歌われる。現代のアルバニアでは演奏されることはまれであるが、北部の高地の Dukagjin highlands や Malësia で見つけられている。その他の形式の叙事詩には Albanian Songs of the Frontier Warriors(アルバニア語: Këngë trimash 又は kreshnikësh) や、バラッド、maje krahi、Mujo, Halil I Vila(英語: Mujo and Halil)、Halil and Hajrije(アルバニア語: 未確認) が挙げられる。
更に南部のマケドニア地域の Dibër valley や Kërçovë ではラフタは用いられず、チフテリが用いられる。これは2弦の楽器で一つの弦はドローンで、もう一つの弦でメロディを奏でる。伝統的には男性が演奏する（Albanian sworn virginsを除いて）が、叙事詩の伴奏では女性の参加も増えている。
ダフと共に、チフテリとシャーギヤ(アルバニア語: Sharki) が、ダンスの伴奏や牧歌で使われる。手製の吹奏楽器は、伝統的にアルバニア北部の羊飼いに使用されており、珍しい種類のクラリネットであるzumarë も含まれる。羊飼いの音楽は "メランコリックで瞑想的"な音色という。"maje-krahi"と呼ばれる曲もまた、北アルバニアの重要な民謡の一つである。もともと、山間部で遠くとの間でやり取りをするために使用されていたが、現在は曲として認識されている。"maje-krahi" の曲は全声域を必要とし、"美しさのニュアンスとファルセットの叫び声"で満ちている。

### 南部アルバニア
- 南部のトスク人地域

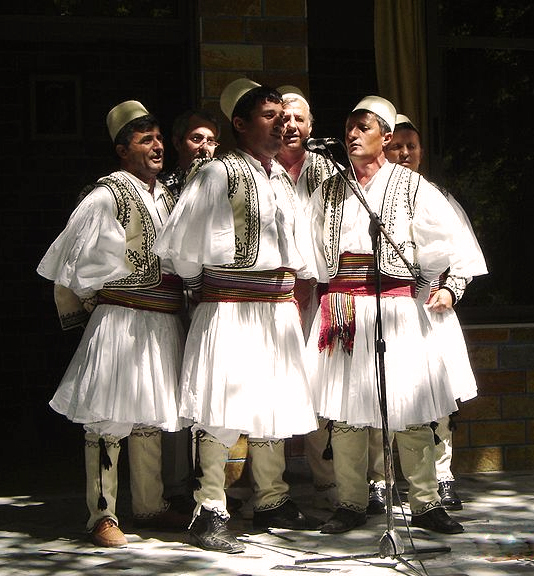
南アルバニアの民俗グループ

アルバニア南部の音楽は、柔らかくて優しく、本質的にはポリフォニーであり、イピロスのポリフォニック・ソング等の点でギリシア音楽との類似点を持っています。南西部のヴロラには、おそらくこの地域内で最も珍しい「伝統的な発声法」を持っており、それは4つの別個のパート (taker、thrower、turner、drone) を組み合わせることで、複雑で情緒的なカタルシスをもたらすメロディーを作り出す。著者 Kim Burtonはそのメロディーについて、「ファルセットとビブラートで装飾され、時には野生の叫び声で中断される」と記している。このポリフォニー声楽は力に満ちており、それは、「何世紀にもわたる誇り、貧困、抑圧に根ざした巨大な感情の重さ」と「厳密に形式的でもはや儀式的となっているその音楽的構造の性質」によってもたらされる緊張関係に基づいている。
葬儀の際の嘆歌も有名で、合唱と1、2人の独唱で悲しみの声を重ねて歌う。著名な民俗的な愛の歌もあり、装飾音とメリスマと共に、
演奏者が自由なリズムと調和のとれたハーモニーを用いる。
トスク人は、バイオリン、クラリネット、ラフタ、ダフからなる楽団でも知られている。コルチャ出身の著名な移民の演奏家 Eli Fara は、Remzi Lela や Laver Bariu といった演奏家達を演出し、Përmet の街を南部の音楽の中心地に育て上げた。Lela については、彼の子孫達が、ティラナの主要な音楽機関のほとんどにおいて、演奏を続けており、音楽王朝といえるものを築いている。
南部の器楽には、sedate kaba と呼ばれる、クラリネット或いはバイオリン主導で、アコーディオンやリュート(アルバニア語: llautës)の楽団がある。即興とメランコリックなスタイルをメロディにのせて演奏し、著者 Kim Burton 曰く「新鮮だが古代的」、「声であるかのような飾られた音の吹き出し、滑り、盛り上がり」で、「アルバニアの文化の特徴である制約と情熱の組み合わせ」を実証している、としている。
南部にはギリシャ人住民も居る。その音楽は、ギリシャのイピロスの音楽 と非常に似ている。

### 楽器
楽器はアルバニア人の民俗音楽に不可欠であり、特に北部では顕著である。使う楽器は弦楽器、管楽器、打楽器 に分類できるが、地域によって変化が多く、国中の踊りや民俗音楽の演奏に用いられる。

#### ラフタ
ラフタは、単弦の弦楽器でアルバニアの歴史や愛国的な出来事を語る「叙事詩」での強勢のための利用に起源をもつ

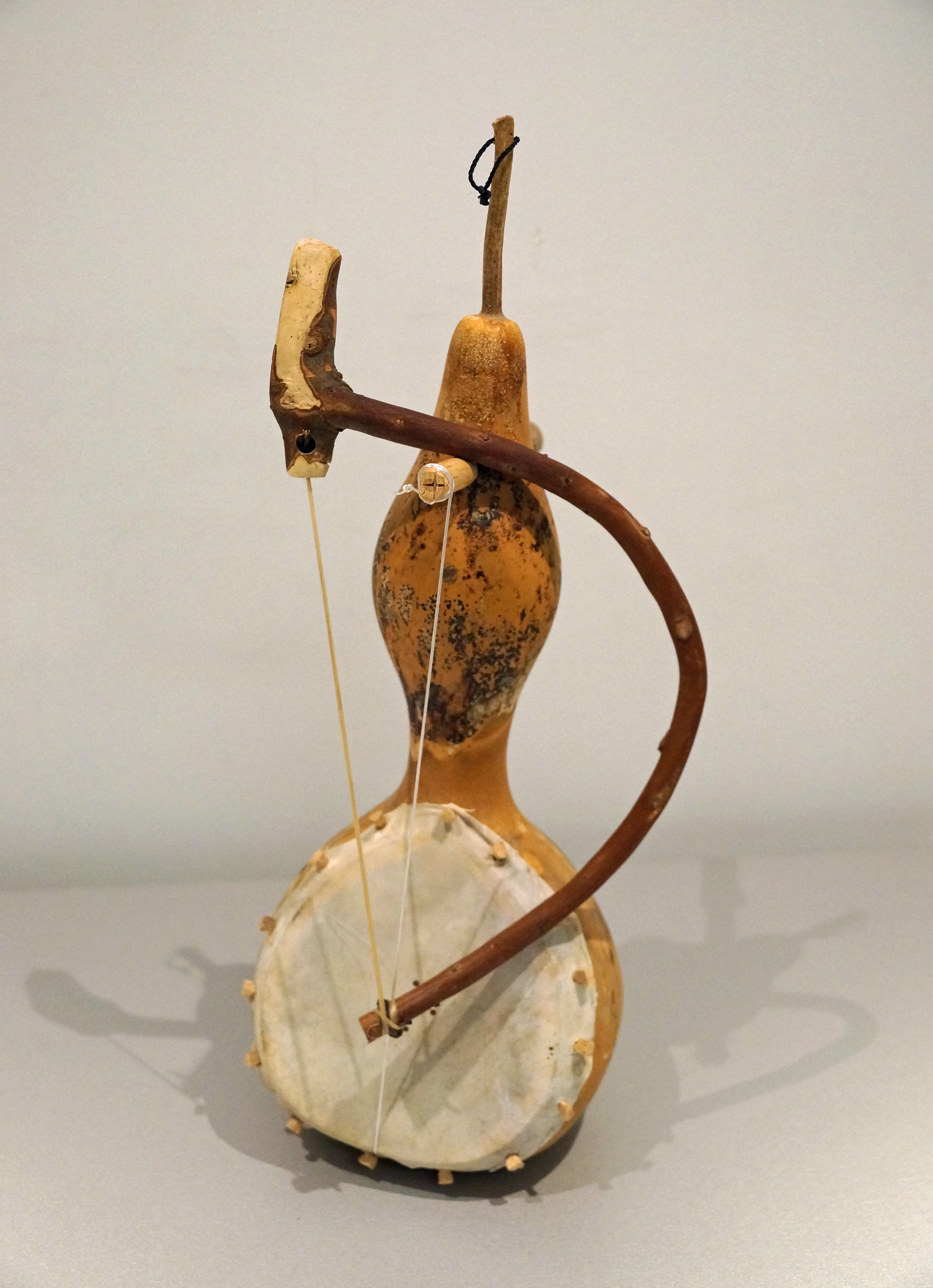
北部のミルディタ県 の ラフタ

通常は、冬の夜の間の暖炉の前で男性によってのみ演奏される。主に北部の山岳地域で広く用いられるが、国の中央部でも見ることができる。カエデ、トウヒの類 、オークなどの様々な木材で、ひとつの木から削り出されることが多い。ラフタ の上端には、スカンデルベグの兜のシンボルでもある山羊の頭など、古代の崇拝のシンボルで飾られている。

#### チフテリ

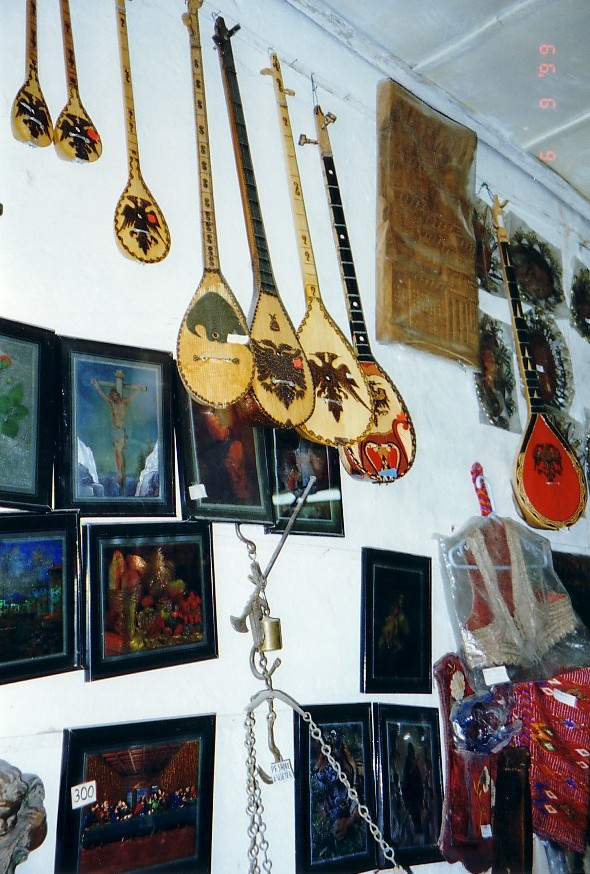
チフテリ はオスマン帝国の占領以後に使用されていた

チフテリ は長い棹を持つ弦楽器で、北東部のゲグ人地域やコソボ、モンテネグロ、現在のマケドニア共和国 でしばしば用いられる。北部の楽団は結婚式の中で一般的に演奏するが、チフテリ はその楽団で不可欠な部分である。

#### フィェル
フィェル(アルバニア語: Fyell)は zumarë としても知られている管楽器で、ティン・ホイッスルに似ており、主に北部の羊飼い達によって羊飼いの笛と共に演奏される。楽器には、それぞれ5つの穴がある2つの管から成る。フィェルで演奏されるメロディーはホモフォニーであり、鼻音の様に聞こえ、とても力強い。

#### バイオリン
バイオリン(アルバニア語: Violina)は、19世紀以降に北部でも南部でも普通に使われるようになった。かつては、チェロやラフタの様に縦に持って演奏していたが、今では現実的ではない。

#### その他の楽器
- クラリネット
- ダラブッカ (アルバニア語: Qypi)
- ズルナ (アルバニア語: Surlja)
- Dajreja
- Gajda
- Lodra
- Defi (アルバニア語: Defi)
- Toubeleki

## 踊りの概要
地域ごとに踊りがあり、この一覧は不完全なものである。
大きく３つ（北部、南部、中央部）の地域に分けることができるが、地域間に厳しい境界はない。
南部は、一般に Toskeria、Myzeqe、Laberia、Cameria に分かれているが、Lunxheria、Tepelenes、Zagoria などの特定の伝統を持つ地域がある。これらの地域は独自性を持っており、地域内の一般的な民俗舞踊とも一致しない。
北部のゲグ人地域では、様式と特徴がかなり明確で、各地区でほぼ同じだが、若干の違いがある。Tropojë 地域の民俗舞踊は、Dibër 地域と同じように独特の特徴とスタイルを持っているが、その起源は同じである。
アルバニアの中部では状況は異なり、ここではゲグ人とトスク人の要素が組み合わされている。シュクンビン川は２つの民族の境界線とみなされており、川の一方の岸の Shpat、Polis、Berzezdha、Dumre、Verca、Sulovaなどと、対岸の Rrajca（Librazhd）、Myrselina と Krraba で見ることができる。これらを考慮すると、ティラナ、エルバサン、ベラト、Kavajë、ドゥラス、Krujagreen が伝統的な民俗舞踊における「アルバニアの中部」を構成していると考えられる。この地域の　Valle dyshe　は、Kavajes、Krujesとも呼ばれ、踊りはいずれも同じで、アルバニア中部地域の２人で踊る踊りを指す Valle Dyshe e Shqiperise se mesme とも呼ばれる。
踊りの名前の命名の最も一般的な形式は Valle ... だが、Vallja ... も使用される。踊りの名前はしばしば踊り手の出身地から命名される。
そのため、例えば 一つの Valle Korcare は別の Valle Korcare と必ずしも同じ踊りではない。どちらの踊りも Korca地方からのものだが、特徴や様式が異なる場合がありえる。また、Valle Kuksit と Vallja e Kuksitは、両方とも同じダンスの名前として認められている。また、コソボでは、古い言葉 Kercim、を K'cim と短縮して使用されていたりする。踊りをより明確に特定するためには、伴奏の曲名・歌の名前、または踊り手の特徴（性別や、様式など）をその名前に加える必要になることもある。またその他に、職業、仕事、性別、歴史的出来事、人、動物、武器などに基づいた名前が付くこともある。
人気のある踊りとして、どんな祭りでも踊られる Valle Pogonishte、結婚式のパーティーのための Valle Napoloni、Vallja e Kuksit、そして結婚式の最後に新郎新婦が踊る Vallja e Shamia e Beqarit などがある。
- Gocja e Malësisë
- Qyqek (Belly Dance)

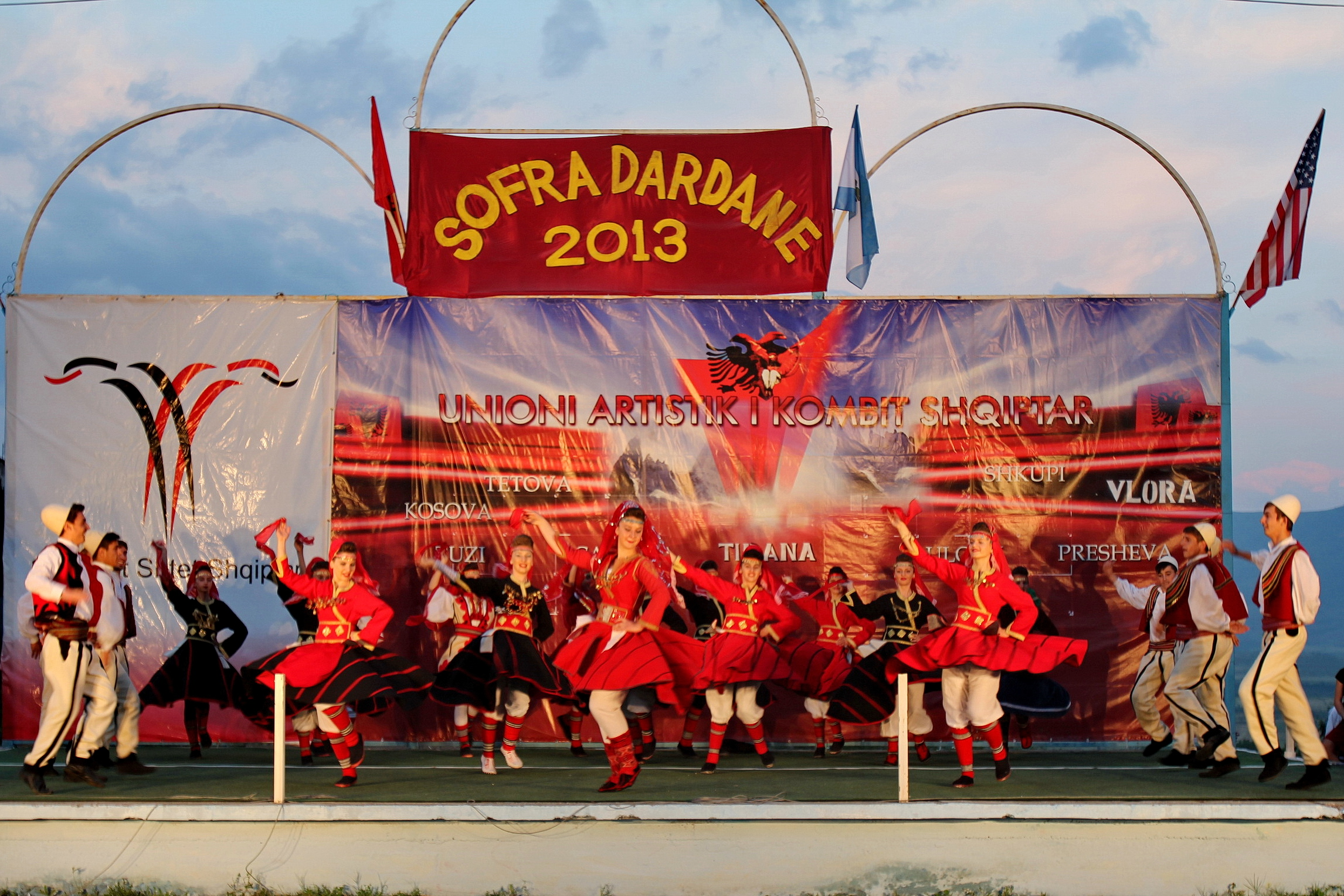
英語版(17 January 2018, at 20:31.)より転載

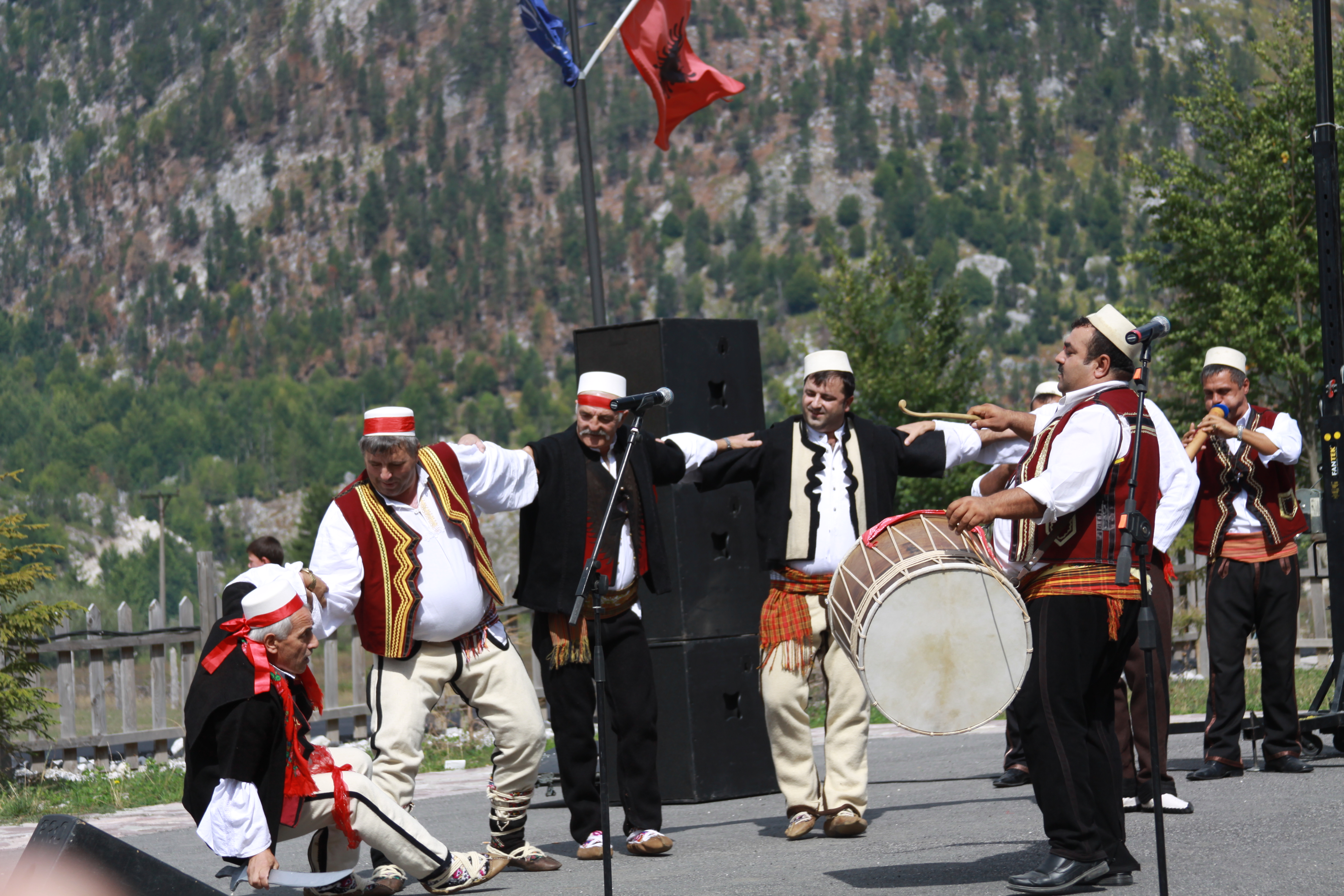
英語版(17 January 2018, at 20:31.)より転載

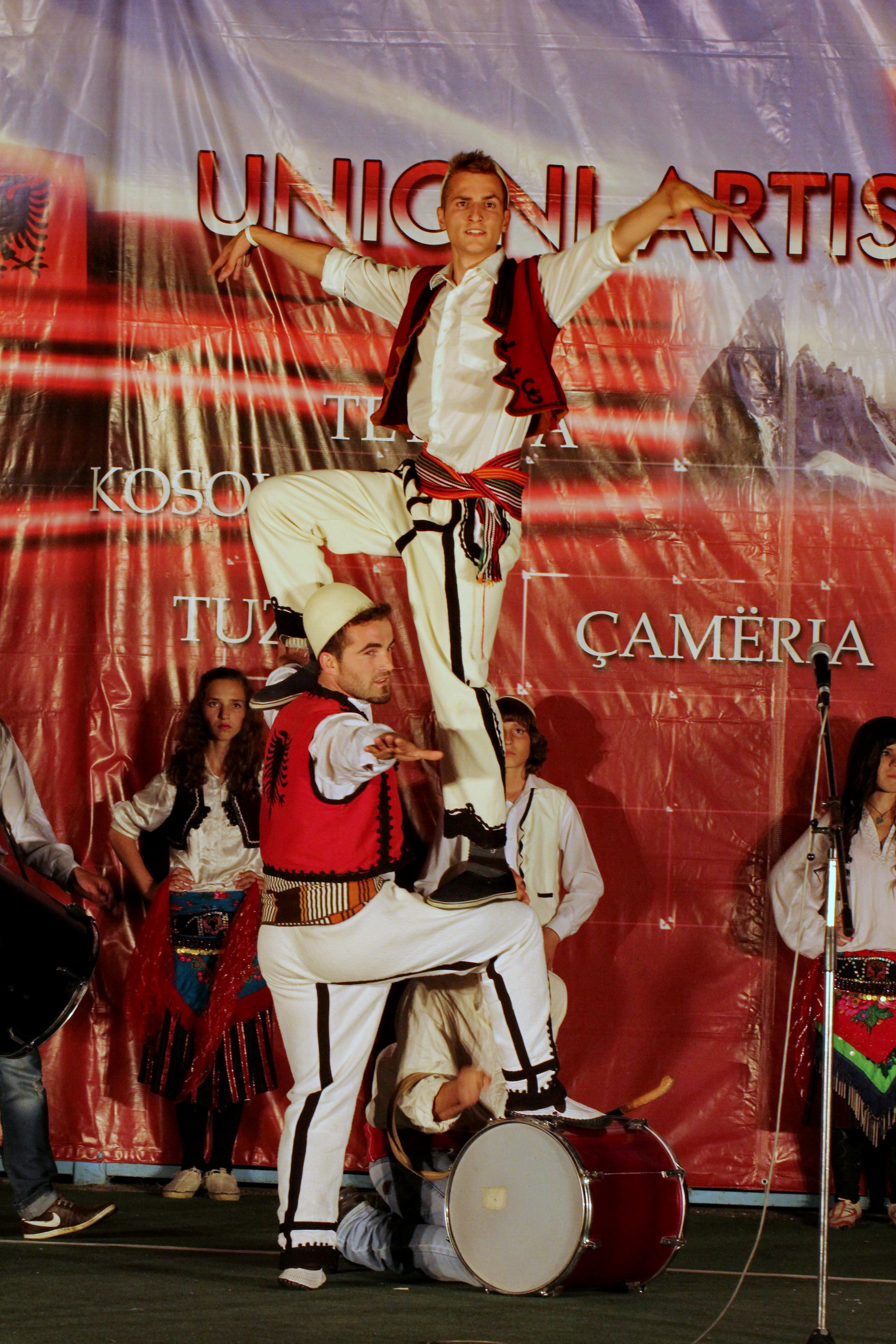
英語版(17 January 2018, at 20:31.)より転載

- Gusharaveli（英語版） (or Dumsharaveli, アフリカ風の踊り)
- Vallja Pogonishte（英語版）
- Vallja e Bareshës
- Vallja e Çelo Mezanit
- Vallja e Devollit
- Vallja e Gajdes
- Vallja e Katjushkës
- Vallja e Kërçovës
- Vallja e Krushqve
- Vallja e Kukësit
- Vallja e Osman Agës
- Vallja e Rugovës（英語版） (or Vallja me shpata e Rugovës)
- Vallja e Rrajcës
- Vallja e Shestanit
- Vallja e Shqipeve
- Vallja e Trimave
- Vallja e Tropojës
- Vallja e Tiranes
- Vallja e Shotes（英語版）[19][20][20][21]
- Vallja Came
- Vallja e Dibres
- Vallja Popullore
- Vallja e Pinguinit
- Vallja e Shupalit
- Vallja Osman Taka（英語版）
- Vallja Gorarçe
- Vallja e Burrave/Devollice
- Vallja e Gilanit Gilanka
- Vallja Dimkes
- Vallja e Malesise
- Vallja e Napolonit（英語版）
- Vallja e Pijanecit
- Vallja e Zallongut（英語版）
- Lule malësore（英語版）
- Vallja e cobanit（英語版）
- Vallet e burrave të Opojës[22]

## フェスティバル
伝統的なアルバニア人の衣装や踊り、民間伝承について、幾つかのフェスティバルでみることができる。
- Gjirokastër National Folklore Festival（英語版） - ジロカストラで5年ごとに開催
- Sofra Dardane - 毎年6月に Bajram_Curri（英語版） で開催
- Oda Dibrane -  ペシュコピで開催
- Logu I Bjeshkeve - 毎年8月に Kelmend（英語版） で開催
- Cham Albanians（英語版） Dance Festival - サランダで開催

## 関連リンク
- ENO KOÇO, 2018年6月13日閲覧